# Mariano Blázquez de Villacampa
Mariano Blázquez de Villacampa (Madrid, 3 de mayo de 1854 - Madrid, 5 de enero de 1888) fue un compositor y director de orquesta español.
Ingresó en 1868 en la Escuela Nacional de Música y Declamación recibiendo el primer premio de composición en 1875. Su faceta como maestro director está vinculada a la música teatral: dirigió la orquesta del Teatro Felipe de Madrid durante la temporada estival de 1885 y la orquesta del Teatro Apolo de Madrid la temporada 1885/1886. También surtió de partituras teatrales a los teatros por horas madrileños, como el Eslava o el Recoletos con cerca de una decena de títulos en su haber, como Los pretendientes de Carmen (1882) o Partes y coros (1887). Tiene publicadas varias composiciones como Cuba española (tanda de valses), Las ciencias (marcha), Esperanza (sinfonía) o Vexilla Regis (coro). Además, en 1879 publicó un Manual de música. Falleció prematuramente víctima de una rápida enfermedad.